# Irbesartan
Irbesartan – organiczny związek chemiczny, antagonista receptora angiotensyny II stosowanym głównie w leczeniu nadciśnienia tętniczego.

## Wskazania
- pierwotne nadciśnienie tętnicze,
- nefropatia cukrzycowa (u chorych na nadciśnienie tętnicze i cukrzycę typu II)[1][2],
- niewydolność serca (w skojarzeniu z inhibitorem ACE; wskazanie niezarejstrowane w Polsce)[1].

## Mechanizm działania
Irbesartan jest silnym selektywnym antagonistą receptora angiotensyny II (typ AT1). Selektywny antagonizm wobec receptorów angiotensyny II (AT1) powoduje zwiększenie stężenia w osoczu reniny i angiotensyny II oraz zmniejszenie stężenia aldosteronu w osoczu. Irbesartan nie hamuje działania ACE.

## Interakcje
- inne leki przeciwnadciśnieniowe mogą nasilać działanie hipotensyjne Irbesartanu,
- nie zaleca się stosowania leku z preparatami uzupełniającymi potas i lekami moczopędnymi oszczędzającymi potas,
- nie zaleca się stosowania Irbesartanu wraz z preparatami zawierającymi lit (jeżeli jest to konieczne należy kontrolować stężenie litu w surowicy),
- stosowanie wraz z NLPZ może obniżyć efekt hipotensyjny, istnieje również ryzyko pogorszenia czynności nerek (szczególną uwagę zachować przy stosowaniu tego skojarzenia u osób starszych)[1][2].

## Działania niepożądane
Występujące bardzo często – hiperkaliemia(u chorych na cukrzycą lub cukrzycą powikłaną).

### Występujące często
- zwiększenie aktywności kinazy kreatynowej w osoczu,
- zmniejszenie stężenia hemoglobiny,
- zawroty głowy,
- ortostatyczne zawroty głowy,
- nudności,
- wymioty,
- bóle mięśniowo-szkieletowe,
- niedociśnienie ortostatyczne,
- znużenie[2].

### Występujące niezbyt często
- tachykardia,
- kaszel,
- biegunka,
- niestrawność,
- zgaga,
- nagłe zaczerwienienie twarzy,
- ból w klatce piersiowej,
- zaburzenia czynności seksualnych[2].

### Występujące z nieznaną częstością
- bóle głowy,
- szumy uszne,
- zaburzenia smaku,
- leukocytoklastyczne zapalenie naczyń krwionośnych,
- bóle stawowe, bóle mięśniowe (w pewnych przypadkach związane ze zwiększeniem aktywności

kinazy kreatynowej),
- kurcze mięśni,
- hiperkaliemia,
- reakcje nadwrażliwości(obrzęk naczynioruchowy, wysypka, pokrzywka),
- zapalenie wątroby,
- nieprawidłowa czynność wątroby[2].

## Przedawkowanie
Należy dokładnie obserwować pacjenta i zastosować leczenie objawowe i podtrzymujące. Sugerowane postępowanie obejmuje wywołanie wymiotów i (lub) płukanie żołądka. W leczeniu przedawkowania może być przydatne podanie węgla aktywowanego.
Irbesartan nie jest usuwany z organizmu przez hemodializę.

## Stosowanie leku w ciąży i podczas karmienia piersią
Nie zaleca się stosowania leku w I trymestrze ciąży, a w II i III jest ono przeciwwskazane. Podawanie leku w II i III trymestrze ciąży wywołuje działanie toksyczne dla płodu (pogorszenie czynności nerek, małowodzie, opóźnienie kostnienia czaszki) i noworodka (niewydolność nerek, niedociśnienie tętnicze, hiperkaliemia).
Leku nie stosować w czasie karmienia piersią.

## Preparaty na rynku polskim zawierające irbesartan
- Aprovel
- Ifirmasta
- Irbesartan Pfizer
- Irprestan